# Павелчик, Ирена
Ире́на Паве́лчик-Кова́льская (пол. Irena Pawełczyk-Kowalska; 9 марта 1934, Катовице) — польская саночница, выступала за сборную Польши в конце 1950-х — середине 1960-х годов. Участница зимних Олимпийских игр в Инсбруке, чемпионка Европы, двукратная чемпионка национального первенства, победительница и призёрша многих международных чемпионатов.

## Биография
Ирена Павелчик родилась 9 марта 1934 года в Катовице. Поскольку в её родном городе существовала хорошая санно-бобслейная трасса, с юных лет она присоединилась к местному спортивному клубу «Старт» и начала активно заниматься санным спортом. На международном уровне дебютировала в 1958 году, на домашнем чемпионате мира в Крынице закрыла десятку сильнейших. Спустя три года участвовала в мировом первенстве на трассе в шведском Гиренбаде, но во время прохождения одного из виражей потерпела крушение и выбыла из борьбы за медали. Наиболее успешным в её карьере получился 1962 год: победа на чемпионате Европы в австрийском Вайсенбахе (до сих пор ни одной польской саночнице не удалось повторить это достижение) и седьмое место на чемпионате мира в Крынице. Через год выиграла серебро в зачёте национального первенства и добралась до одиннадцатой позиции на мировом первенстве в Имсте.
В 1964 году Павелчик стала чемпионкой Польши в женском одиночном разряде и благодаря череде удачных выступлений удостоилась права защищать честь страны на зимних Олимпийских играх в Инсбруке, приняла участие в первых в истории олимпийских соревнованиях по санному спорту. По итогам четырёх заездов заняла четвёртое место — до бронзовой медали ей не хватило полторы секунды. Бронзу получила австрийка Хелена Турнер, которую Павелчик ранее уже побеждала на чемпионате Европы в Вайсенбахе.
После Олимпиады Ирена Павелчик осталась в основном составе сборной Польши и ещё в течение некоторого времени продолжала ездить на крупнейшие международные турниры. Так, в 1965 году она во второй раз завоевала золото национального первенства и побывала на чемпионате мира в швейцарском Давосе, где финишировала тринадцатой. Вскоре после этих соревнований приняла решение завершить спортивную карьеру, уступив место в сборной молодым польским саночницам, таким как Хелена Махер и Барбара Пьеха.